# Pleuronectidae
De schollen (Pleuronectidae) zijn een familie in de orde van de Platvissen (Pleuronectiformes).

## Lijst van onderfamilies, tribes en geslachten volgensITIS
- Onderfamilie Eopsettinae
  - Geslacht Eopsetta Jordan & Goss in Jordan, 1885
- Onderfamilie Hippoglossinae
  - Geslacht Clidoderma Bleeker, 1862
  - Geslacht Hippoglossus Cuvier, 1816
  - Geslacht Reinhardtius Gill, 1861
  - Geslacht Verasper Jordan & Gilbert in Jordan & Evermann, 1898
- Onderfamilie Hippoglossoidinae
  - Geslacht Acanthopsetta Schmidt, 1904
  - Geslacht Cleisthenes Jordan & Starks, 1904
  - Geslacht Hippoglossoides Gottsche, 1835
- Onderfamilie Lyopsettinae
  - Geslacht Lyopsetta Jordan & Goss in Jordan, 1885
- Onderfamilie Pleuronectinae
  - Tribe Isopsettini Cooper, 1996
    - Geslacht Isopsetta Lockington in Jordan & Gilbert, 1883

  - Tribe Microstomini Cooper, 1996
    - Geslacht Dexistes Jordan & Starks, 1904
    - Geslacht Glyptocephalus Gottsche, 1835
    - Geslacht Lepidopsetta Gill, 1862
    - Geslacht Microstomus Gottsche, 1835
    - Geslacht Pleuronichthys Girard, 1854

  - Tribe Pleuronectini
    - Geslacht Limanda Gottsche, 1835
    - Geslacht Parophrys Günther, 1854
    - Geslacht Platichthys Girard, 1854
    - Geslacht Pleuronectes Linnaeus, 1758
    - Geslacht Pseudopleuronectes Bleeker, 1862

  - Tribe Psettichthyini Cooper, 1996
    - Geslacht Psettichthys Girard, 1854

## Lijst van geslachten en soorten volgensFishBase
- Geslacht Acanthopsetta P. J. Schmidt, 1904
- Geslacht Ammotretis Günther, 1862 (door ITIS geplaatst onder Rhombosoleidae)
- Geslacht Atheresthes D. S. Jordan & C. H. Gilbert, 1880 (door ITIS niet erkend, maar geplaatst onder Reinhardtius)
- Geslacht Azygopus Norman, 1926 (door ITIS geplaatst onder Rhombosoleidae)
- Geslacht Cleisthenes D. S. Jordan & Starks, 1904
- Geslacht Clidoderma Bleeker, 1862
- Geslacht Colistium Norman, 1926 (door ITIS geplaatst onder Rhombosoleidae)
- Geslacht Dexistes D. S. Jordan & Starks, 1904
- Geslacht Embassichthys D. S. Jordan & Evermann, 1896 (door ITIS niet erkend, maar geplaatst onder Microstomus)
- Geslacht Eopsetta D. S. Jordan & D. K. Goss, 1885
- Geslacht Glyptocephalus Gottsche, 1835
- Geslacht Hippoglossoides Gottsche, 1835
- Geslacht Hippoglossus G. Cuvier, 1816
- Geslacht Hypsopsetta T. N. Gill, 1862 (door ITIS niet erkend, maar geplaatst onder Pleuronichthys)
- Geslacht Isopsetta Lockington, 1883
- Geslacht Kareius D. S. Jordan & Snyder, 1900 (door ITIS niet erkend, maar geplaatst onder Platichthys)
- Geslacht Lepidopsetta T. N. Gill, 1862
- Geslacht Limanda Gottsche, 1835
- Geslacht Liopsetta T. N. Gill, 1864 (door ITIS niet erkend, maar elders geplaatst)
- Geslacht Lyopsetta D. S. Jordan & D. K. Goss, 1885
- Geslacht Marleyella Fowler, 1925 (door ITIS geplaatst onder Poecilopsettidae)
- Geslacht Microstomus Gottsche, 1835
- Geslacht Nematops Günther, 1880 (door ITIS geplaatst onder Poecilopsettidae)
- Geslacht Oncopterus Steindachner, 1874 (door ITIS geplaatst onder Rhombosoleidae)
- Geslacht Paralichthodes Gilchrist, 1902 (door ITIS geplaatst onder Paralichthodidae)
- Geslacht Parophrys Girard, 1854
- Geslacht Pelotretis Waite, 1911 (door ITIS geplaatst onder Rhombosoleidae)
- Geslacht Peltorhamphus Günther, 1862 (door ITIS geplaatst onder Rhombosoleidae)
- Geslacht Platichthys Girard, 1854
- Geslacht Pleuronectes Linnaeus, 1758
- Geslacht Pleuronichthys Girard, 1854
- Geslacht Poecilopsetta Günther, 1880 (door ITIS geplaatst onder Poecilopsettidae)
- Geslacht Psammodiscus Günther, 1862 (door ITIS geplaatst onder Rhombosoleidae)
- Geslacht Psettichthys Girard, 1854
- Geslacht Pseudopleuronectes Bleeker, 1862
- Geslacht Reinhardtius T. N. Gill, 1861
- Geslacht Rhombosolea Günther, 1862 (door ITIS geplaatst onder Rhombosoleidae)
- Geslacht Tanakius C. L. Hubbs, 1918 (door ITIS niet erkend, maar geplaatst onder Glyptocephalus)
- Geslacht Taratretis Last, 1978 (door ITIS geplaatst onder Rhombosoleidae)
- Geslacht Verasper D. S. Jordan & C. H. Gilbert, 1898